# Мартин Ґросваєр
Мартин Ґросваєр (лат. Martinus Groswaier, пол. Marcin Groswajer або Groswaier; 1593—1653) — львівський лікар, доктор медицини. Міський райця з 1640 року і бурмистр Львова  (1641, 1643, 1645, 1650). Керував обороною міста під час першої облоги міста козаками і татарами під проводом Богдана Хмельницького у жовтні 1648 року. Ґросваєрові належала кам'яниця на Площі Ринок, 37.
Дружина: Ганна Острогорська Львувська — племінниця (сестрениця) Мартина Кампіана. Донька Розалія — дружина Францішека Злоторовича, Бартоломея Зиморовича.